# 茨木市立太田中学校
茨木市立太田中学校（いばらきしりつ おおだちゅうがっこう）は、大阪府茨木市花園一丁目にある公立中学校。
茨木市の北東部を校区とする。従来の茨木市立三島中学校の校区を分離する形で、1985年に開校した。

## 通学区域
- 茨木市立太田小学校の通学区域全域。
- 茨木市立西河原小学校の通学区域の一部。

## 著名な出身者
- 渋谷すばる（関ジャニ∞）
- 木村敦志（元サッカー選手）

## 交通
- 近鉄バス 太田3丁目バス停 西へ約500m。
- 阪急バス 耳原バス停 北東へ約800m。
- 東海道本線（JR京都線） 摂津富田駅 北西へ約3km。